# داغبلادت
داغبلادت (صحيفة يومية) هي سادس أكبر صحيفة في النرويج مع توزيع 46,250 نسخة في عام 2016 بانخفاض عن ذروة 228,834 عام 1994. رئيس التحرير هو جون آرني ماركوسن.
يتم نشر الصحيفة ستة أيام في الأسبوع، بميزة إضافية تتجلى في Magasinet الصادرة كل يوم سبت. جزء من الصحيفة اليومية متاح في موقعها Dagbladet.no ويمكن الوصول إلى المزيد من المقالات عبر باي وال الاشتراك المدفوع. بلغ عدد قراء صحيفة اليومية على الإنترنت 1.24 مليون في عام 2016.